# 凱凱 (熊貓)
凱凱（2008年—），是中華人民共和國送交新加坡進行合作研究的兩隻大熊貓之一，雄性，原名武傑，生於四川雅安臥龍自然保護區的熊貓基地。
2012年9月6日，凱凱與另一隻大熊貓“嘉嘉”到達新加坡動物園，按照中新兩國政府商定，“凱凱”和“嘉嘉”將在新加坡定居10年。隨後續約五年至2027年，這對熊貓還育有一個子代，名為「叻叻」。

## 名字
中国于2012年租借给新加坡的两只大熊猫——“凱凱”和“嘉嘉”的名字从新加坡举办的全国命名比赛的1000个提名中选出，分别代表“胜利”和“美丽”。这两个名字象征对新中友好关系日益增进的希望。

## 特质
凱凱綽號“洋蔥頭”，因為他的頭上有一小撮多出來的毛。非常活潑，很有表演欲，經常會爬到樹上表演“倒挂金鉤”。最愛吃胡蘿蔔，喜歡舔爪子。